# 高井貞二
高井 貞二（たかい ていじ、1911年2月5日 - 1986年6月26日）は、日本の洋画家。本名は貞治。

## 経歴
大阪市に生まれ、神戸を経て、小学生のときに和歌山県伊都郡高野口町（現・橋本市）に移った。和歌山県伊都中学校在学中に油絵を始め、中学校卒業後、伯父・井上長一の日本航空輸送研究所に勤務のかたわら信濃橋洋画研究所に通い、小出楢重、黒田重太郎、国枝金三、鍋井克之の指導を受ける。1930年に上京。同年、19歳で二科展で入選し、その後はシュルレアリスムの画家として活躍。川端康成『抒情歌』などの挿絵も描いた。のち具象画に転じ、1940年二科展特待賞。戦後は行動美術協会設立に参加。1954年渡米、翌年ニューヨークに居を定める。1963年二紀会委員。1986年に東京で死去。

## 著書・画集など
- 中支風土記 絵・文 大東出版社 1939
- 北を護る兵士達 愛之事業社 1943
- パピーのてぶくろ 文化書院 1946.8
- 日米ヱホン 文化書院 1946.4
- 小住宅 設計と住い方 梅田三勝共著 婦人画報社 1948
- 絵で語るヨーロッパ鉄道旅行 / 絵と文 毎日新聞社 1975
- ちびとあかいてぶくろ 大日本絵画巧芸美術 1977.4 (かいがのえほん)
- あの日あの頃 絵と文 青蛙房 1979.12
- 高井貞二展 和歌山県立近代美術館 1979

## 参考
- 日本人名大事典